# Tamara Cereteli
Tamara Cereteli (ur. 30 stycznia 1985 w Tbilisi) – gruzińska szachistka, arcymistrzyni od 2005 roku.

## Kariera szachowa
W latach 1995–2003 wielokrotnie reprezentowała Gruzję na mistrzostwach świata i Europy juniorek w różnych kategoriach wiekowych, dwukrotnie zdobywając medale: srebrny (Heraklion 2002 – MŚ do 18 lat) oraz brązowy (São Lourenço 1995 – MŚ do 10 lat). W 2002 r. zajęła VI m., a w 2005 – IV m. w finale indywidualnych mistrzostw kraju.
Normy na tytuł arcymistrzyni wypełniła w Heraklionie (2002, MŚ do 18 lat), Tbilisi (2005, mistrzostwa Gruzji) oraz w Kiszyniowie (2005, mistrzostwa Europy). Do innych jej indywidualnych sukcesów należą m.in. dz. IV m. w mistrzostwach krajów Morza Czarnego (2002, Batumi, za Natią Dżandżgawą, Mają Lomineiszwili i Sopio Gwetadze, wspólnie z Noną Datuaszwili) oraz IV m. w akademickich mistrzostwach świata (2004, Stambuł, za Jewgieniją Owod, Joanną Dworakowską i Tamarą Czistiakową).
Najwyższy ranking w dotychczasowej karierze osiągnęła 1 stycznia 2010 r., z wynikiem 2403 punktów zajmowała wówczas 68. miejsce na światowej liście FIDE, jednocześnie zajmując 9. miejsce wśród gruzińskich szachistek.